# کنت مور (بازیکن هاکی روی یخ)
کنت مور (انگلیسی: Kenneth Moore; ۱۷ فوریهٔ ۱۹۱۰ – ۸ دسامبر ۱۹۸۲) بازیکن هاکی روی یخ اهل کانادا بود.